# 2017年のユナイト・ザ・ライト・ラリー

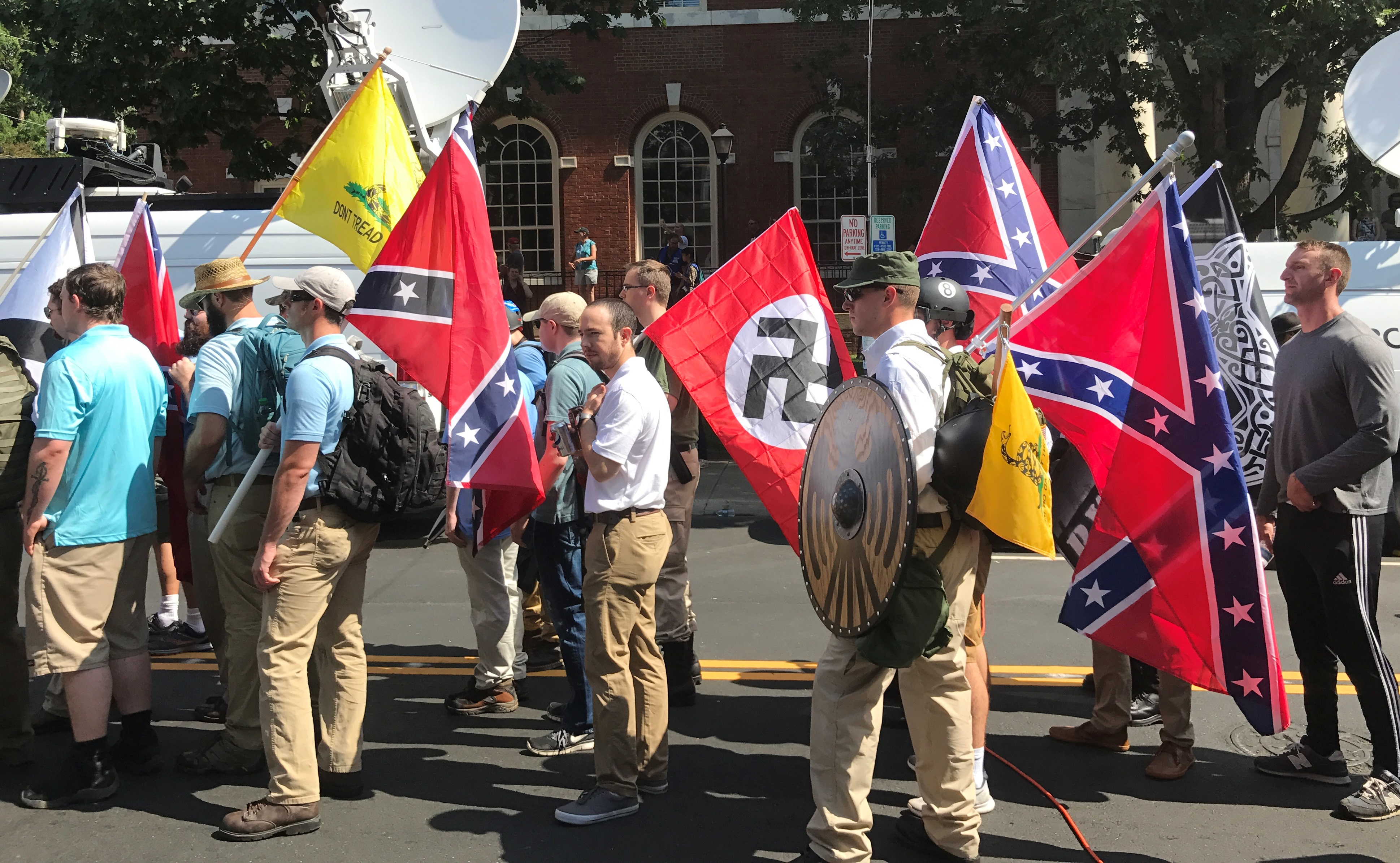
ナチスや南部連合、ガズデンの旗を持って集まる参加者。

ユナイト・ザ・ライト・ラリー（Unite the Right rally）は、2017年8月11日・12日にアメリカ合衆国バージニア州シャーロッツビルで開催された極右集会である。直後に集会に抗議するデモ隊に車が突っ込み、最終的に死者も出る事態となった。

## 概要
集会は、元民主党支持者でもあった論客ジェイソン・ケスラーによって呼びかけられ、集会に集まった人には、白人至上主義者、白人国家主義者、オルタナ右翼、新連合国、ネオナチ、民兵運動のメンバーが含まれていた。他にも有名な論客リチャード・B・スペンサーが参加していた。参加者は、公共空間からアメリカ連合国のモニュメントやメモリアル、特に解放公園にあるロバート・E・リー像の撤去に抗議していた。
これに対し、白人至上主義に反対する地域の住民や教会の牧師の呼びかけに集まった人々、アンティファ、反黒人差別団体、レッドネック・リボルトといったこの集会に反対する人々が抗議活動を行った。
8月11日の夜には、予め集まっていた参加者らが、トーチを持って行進し、それに反対するために集まっていたら学生らのグループ等と小競り合いになり、催涙スプレーが使用されるなどの事態が発生した。集会当日の8月12日には、朝早くから地元の教会の牧師の呼びかけによって集まった人々(前述の通り)が賛美歌やゴスペルを歌い、平和を呼びかけた。
参加者らはその後解放公園へと行進したが、公園に入るまでに待ち構えていた集会に反対する人々と衝突が起き、カウンター側は物を投げたり、色の着いた液体を投げるなどしたのに対し、参加者側が盾や警棒等を使って応戦するなど、混乱が発生していた。
そしてバージニア州知事のテリー・マコーリフは非常事態宣言を行い、予定されていた集会は正式に中止になった。それに伴いバージニア州警察が動員され、催涙スプレーなどを使い群衆に退散を迫った。参加者が退散する最中に、一部の参加者が抗議するために来ていた黒人男性に暴行を加える事件が発生、暴行に加担した複数の人物が逮捕された。その後、自動車(ダッヂ・チャレンジャー)がデモに抗議する人たちの間に突っ込み、女性1人が死亡、19人が負傷した。容疑者は白人至上主義グループのメンバーとみられるジェームズ・アレックス・フィールズ・jrで、その後の裁判で無期懲役が確定している。事件直後に、マコーリフ知事は緊急の会見をおこない、こう訴えた。
今日シャーロッツビルに集まった、すべての白人至上主義者とネオナチに伝えたいことがある。私たちのメッセージはごく単純なものだ。帰れ。君たちはこの偉大な州に必要ない。恥を知れ。君たちは愛国者を気取っているようだが、愛国者なんかではまったくない。（中略）君たちは今日人々を傷つけるためにここに集まり、そして実際に傷つけた。私のメッセージは明確だ。（中略）私たちの多様性、さまざまな出自をもった移民が、アメリカを独自の国にしている。私たちは、誰かがここに来て多様性を破壊することを許さない。だからお願いだ、帰ってくれ。そして二度と戻ってくるな。憎しみも偏見も、ここにはいらない。
アメリカ合衆国司法省はこの攻撃をホームグロウン・テロリズムと認め、ヘイトクライムとして裁判にかけるかどうかを決定するために、この攻撃に対する公民権捜査を開始した。その他の衝突で、少なくとも19人の負傷者が出た。
この騒乱に対応する警察官を運んでいたヘリコプターがシャーロッツビルから南西11kmの場所に墜落し、警察官と操縦士の計2人が死亡した。
事件を受けた声明においてトランプ大統領が「双方に責任がある」などと記者会見で述べたことが問題となり、白人至上主義者らを直接非難しなかったと批判され、その後大統領の助言組織のメンバーの辞任が相次ぎ、16日にトランプ大統領は製造業評議会と戦略・政策フォーラムの二つの助言組織の解散に追い込まれた。

## 参加団体・個人
参加していた主なグループは、以下の通りである。
- ヴァンガード・アメリカ

白人の民族主義者のグループで、メンバーが白いシャツを着用していたことで見分けられる。この集会で自動車を突っ込んだ容疑者が同グループのメンバーだったと報じられたこと(グループ側は否定)により事実上解散。
- リーグ・オブ・サウス

南部に拠点を置く新連合国、民族主義者のグループ。特に「南部の労働者を移民から守る」活動に注力している。この集会では元グリーンベレーのマイケル・タブスが事実上グループを率いた。現在も活動中である。白地に黒のラインが入った旗が特徴。
- KKK

この集会では少なくとも1人が参加しており、火炎スプレーを手に近づいてきた抗議者に威嚇射撃した男性など、個人として参加していたが後になって判明したメンバーがほとんどである。
- アメリカン・ガード

元ネオナチグループに所属していたブライアン・ジェームズによって創設された極右グループで、参加するのに人種は問われない。本集会では一部のメンバーが参加していた。
- フラターナル・オーダー・オブ・アルト・ナイツ

その特徴的な風貌で話題になった"ベースド・スティックマン"ことカイル・チャップマンによって創設された、緩く組織された極右グループ。本集会にはAugustus Invictusという弁護士の警備の為に参加しており、プラウド・ボーイズからも数人が個人として参加していた。
- アイデンティティ・ディキシー

4chanでのスレッドから始まった、南部人のアイデンティティを重視する民族主義者の小さいグループ。本集会ではメンバーが水色のシャツを着用して参加していた。
- ニュージャージー・ユーロピアン・ヘリテージ・アソシエイション

ニュージャージー州に拠点を置くグループ。本集会の後に開催された、「ユナイト・ザ・ライト2」にも参加していた。
- ブラッド・アンド・オナー(血と名誉)

ヨーロッパ、北米各地に拠点がある民族主義者グループ。白人至上主義的なパンクバンドから派生したとされている。
- 伝統主義青年ネットワーク

以前から自身の通う大学に白人生徒連合を作るなどして話題になっていた、マシュー・ハイムバックが創設したグループ。本集会には多数のメンバーが参加していた。尚グループはマシュー本人の妻への暴行容疑などから事実上解散。
- 国家社会主義運動

アメリカでも有数のネオナチ組織である。鉤十字と星条旗をあしらった旗が有名。
- ザ・ハイウェイメン(The Hiwaymen)

南部の伝統主義者からなるグループで、黄緑のシャツを着用して参加していた。なおグループに参加するにあたり人種は問われない。本集会ではメンバーの1人がカウンターとして集まった人々によって激しく暴行を受けた。
- RAM(Rise above movement)

白人によって構成されている、自称"ファイトクラブ"で、定期的にトレーニングを行っている。本集会では、メンバー4人が暴行容疑等で逮捕された。
- Identity evropa

白人民族主義グループ。特徴的なシンボルをあしらった旗を持って参加していたメンバーが多い。なお、今はAmerican identity movementと名前を変えており、"いかなる暴力にも賛同しない"(ホームページより)というマニフェストを掲げている。
- デイリー・ストーマー

ナチス賛美的な思想を持つメディア
- 民兵組織

この集会には多数の民兵組織が"治安の維持"の名目によって集まっており、参加者と反対者を隔てさせたり、インフォウォーズのレポーターの警護、負傷者(どちら側か問わず)の救護などを行った。大手メディアにはそのセンセーショナルな風貌から参加者の代表的な存在として度々報道されたが、実際は参加者に加担していない(実際に近寄りすぎた参加者を民兵の1人が手荒に押しのける場面も見られた)。また、市民から民兵組織のひとつ「ペンシルベニア・ライトフット・ミリシア」を相手取って訴訟が起きた。